# Beniamino Poserina
Beniamino Poserina (Milano, 6 novembre 1970) è un ex multiplista italiano, medaglia d'argento nel decathlon ai Giochi del Mediterraneo di Bari nel 1997.

## Biografia
Figlio d'arte (suo padre Bruno fu campione italiano di decathlon nel 1967), ha detenuto per oltre 25 anni il 
primato italiano della specialità con 8169 punti (stabilito il 6 ottobre 1996 a Formia, superato poi nel 2022 da Dario Dester) ed è stato cinque volte campione italiano outdoor dal 1994 al 1997 e nel 2000. Ha partecipato ai Giochi olimpici di Atlanta 1996, giungendo 30º nella gara di decathlon.

## Palmarès
| Anno | Manifestazione          | Sede | Evento    | Risultato | Punteggio |
| ---- | ----------------------- | ---- | --------- | --------- | --------- |
| 1997 | Giochi del Mediterraneo | Bari | Decathlon | Argento   | 7991      |